# Nether Broughton
Nether Broughton är en by i civil parish Broughton and Old Dalby, i distriktet Melton, i grevskapet Leicestershire i England. Byn är belägen 23 km från Leicester. Nether Broughton var en civil parish fram till 1936 när blev den en del av Broughton and Old Dalby. Civil parish hade 345 invånare år 1931. Byn nämndes i Domedagsboken (Domesday Book) år 1086, och kallades då Broctone.